# Palazzo Bonifacio a Portanova
Il palazzo Bonifacio è un palazzo monumentale di Napoli ubicato in via Portanova.
Venne costruito nel primo ventennio del XV secolo, in un luogo poco distante dal Seggio di Portanova, per volontà di Roberto Bonifacio, il quale, così come i suoi antenati e successori, ricoprì numerosi incarichi di prestigio su mandato reale; infatti, durante la proprietà di Dragonetto Bonifacio, è doveroso ricordare che il palazzo ebbe una notevole fama per aver ospitato l'ambasciatore di Firenze presso la corte degli Aragonesi e per essere stato teatro delle nozze, volute dal re, di Antonio Moccia con la figlia di Paolo Poderico.
Con il figlio di Dragonetto, Roberto II Bonifacio, l'edificio ospitò altri due ambasciatori, quello di Turchia e quello di Venezia.
Il XVI secolo fu un periodo "nero" per il palazzo e per la casata: infatti Roberto II ebbe una discussione con l'eletto di un altro seggio e questo gli costò la prigionia, mentre nel 1510 venne accusato di soprusi e a furor di popolo venne rimosso dal suo incarico dal viceré Raimondo de Cardona.
Il palazzo passò quindi a Gian Bernardino Bonifacio, che lo tenne per poco perché aderì al luteranesimo.
Dopo i Bonifacio fu proprietà di Alvaro de Santi che lo fittò a Cesare Mormile; il de Santi vendette il palazzo alla sorella di Gian Bernardino, Costanza Bonifacio, che lo riottenne.
Tra il XVIII secolo e il XIX secolo venne adattato a carceri e quindi subì notevoli modifiche strutturali; infine venne adattato come luogo per manganare i tessuti e le ulteriori trasformazioni della fabbrica causarono la perdita della struttura originaria ad eccezione del  portale d'accesso.
Il portale presenta un arco depresso in stile catalano iscritto in un riquadro. Negli angoli del portale ci sono dei riquadri con stemma della famiglia Bonifacio, con una banda a scacchi che divide il campo attraversato dai due leoni, l'uno sormontato da una testa femminile e l'altro da una testa leonina.